# Zanzopsis liogaster
Zanzopsis liogaster är en stekelart som först beskrevs av Szepligeti 1913.  Zanzopsis liogaster ingår i släktet Zanzopsis och familjen bracksteklar. Inga underarter finns listade i Catalogue of Life.